# Rolf Andersen
Rolf Andersen, född 25 juli 1897, död 25 juli 1980, var en norsk diplomat. 
Han deltog på fredskonferensen i Paris 1946. Han var senare norsk envoyé
i Bern, samt ambassadör i Rom till 1958, i Köpenhamn från 1958 till 1963, och i Paris från 1963 till 1967.